# Тисяк Василь
Василь Тисяк (21 жовтня 1900, Велдіж, Долинський повіт — 5 липня 1967, Торонто, Канада) — український співак, лірично-драматичний тенор. Виконавець Стрілецьких пісень.

## Життєпис
Народився у селі Велдіж (Галичина, Австро-Угорщина) (нині — с. Шевченкове, Долинського району, Івано-Франківської області). Навчався у Львові, Варшаві, Празі й Мілані. Лауреат конкурсу співаків у Відні (1932).
У сімнадцять років, після навчання в Долинській гімназії, поїхав добровольцем у Січові Стрільці, де був хорунжим, а згодом в Українську Галицьку армію.
З 1919 року в Чехії, закінчує в Празі факультет права, Dr Juris(1922). Згодом здобуває мистецьку освіту в Празі, в Варшаві і в Мілані. 
З 1933 року був співаком Варшавської Опери, а з 1941 по 1944 першим тенором Львівського Оперного Театру.
Львів, Варшава, Прага, Відень, Мадрид, Брюссель, Париж аплодували співаку, який виконував провідні ролі в операх. Василь Тисяк співав на десяти мовах, був зайнятий у 56 операх, в 14 з яких виконував головні ролі. Найкращі ролі: Фауст (в однойменній опері Ш. Ґуно), Каварадоссі («Тоска» Дж. Пуччіні), Хозе («Кармен» Ж. Бізе), Радамес («Аїда» Дж. Верді).
З 1945 року в еміграції в Парижі, виступав у Барселоні та Мадриді (1948). 
3 1951 по 1967 роки співак проживав у Торонто в Канаді. Оскільки в той час там не було оперного театру то виступав перед українськомовною публікою та співпрацював із капелою бандуристів Григорія Китастого. Остання його участь в опері відбулася 21 березня 1957 року. Це було концертне виконання опери «Купало» А. Вахнянина, де на сцені разом із ним співали Михайло Голинський, Йосип Гошуляк, Віра Левицька й Лідія Склепкович. Диригував маестро Лев Туркевич.
Помер Василь Тисяк від серцевого нападу 5 липня 1967 року. На могильному камені за заповітом співака висічено козацьку шаблю і хрест та напис «Ой, чужино – чужинонько, як у тобі студенонько». 

## Вшанування пам'яті
- 25 жовтня 1995 року в його рідному селі Шевченкове відкрито меморіальну дошку.[1]